# Army of the Potomac
Army of the Potomac var huvudarmé på den östra krigsskådeplatsen för Nordstaterna under amerikanska inbördeskriget. Den skapades 1861 som en armékår med namnet Army of Northeastern Virginia och upplöstes den 28 juni 1865, efter krigsslutet.

## Befälhavare
- Brigadier General Irvin McDowell: Commander of the Army and Department of Northeastern Virginia (27 maj - 25 juli 1861)
- Major General George B. McClellan: Commander of the Military Division of the Potomac, senare, the Army and Department of the Potomac (26 juli 1861 - 9 november 1862)
- Major General Ambrose E. Burnside: Commander of the Army of the Potomac (9 november 1862 - 26 januari 1863)
- Major General Joseph Hooker: Commander of the Army and Department of the Potomac (26 januari - 28 juni 1863)
- Major General George G. Meade: Commander of the Army of the Potomac (28 juni 1863 - 28 juni 1865;